# William Adama
Pour les articles homonymes, voir Adama.
L'amiral  William Adama est un personnage fictif des séries télévisées Battlestar Galactica et Caprica, interprété respectivement par Lorne Greene, Edward James Olmos, Markus Towfigh, Nico Cortez et Luke Pasqualino

## Famille
William Adama est né sur la colonie Caprica peu de temps après la mise au point des Cylons par Graystone Industries. Il est issu d'une famille tauron qui ressemble aux familles américaines moyennes : sa mère, Evelyn, n'était que l'assistante de son père avant le décès de sa première femme. Leur relation n'a commencé qu'après l'attentat du train magnétique par les terroristes monothéistes. Dans l'épisode Révolution il est mentionné que son père, l'avocat tauron Joseph Adama, était spécialiste des libertés publiques, ce qui explique qu'il soit choqué par la chasse aux sorcières menée au nom de la lutte anti-terroriste. Dans la série Caprica, nous apprenons qu'il a eu une demi-sœur, Tamara, morte dans  l'attentat avec sa mère Shannon et un demi-frère nommé également William. William senior meurt lui aussi vers 13 ans, d'une balle reçue au ventre. Bill Adama nait après tous ces évènements qui marqueront profondément sa famille. La tradition tauron veut qu'il porte en second prénom celui de son défunt frère, le nom complet de l'amiral Adama est donc Bill William Adama.
Sa vie sentimentale suit un scénario également assez banal : à la fin de la première guerre contre les cylons, il se marie avec son amour d'enfance, Carolanne Adama, avec qui il a deux fils, Zak et Lee. Il divorce par la suite, sa femme et lui ne s’entendant plus du tout. 
Homme public stoïque, il ne révèle rien de ses sentiments malgré une série de drames privés : son plus jeune fils, Zak, peu doué, obtient sa licence de pilote grâce à la faveur de son instructeur, Kara « Starbuck » Thrace, avec laquelle il a une liaison. Il s'écrase lors d'un vol opérationnel. Cette tragédie brouille Adama avec son fils aîné Lee, qui l'accuse d'avoir poussé Zak dans la carrière militaire.  
Plusieurs épisodes montrent cependant que l'amiral cache un cœur tendre : à l'occasion des funérailles de Zak, il a fait la connaissance de Kara Thrace qu'il en vient à considérer comme sa propre fille. La jeune femme se reproche d'avoir envoyé Zak à la mort; elle en a conçu une telle culpabilité qu'elle ne pardonne plus aucune défaillance aux pilotes qu'elle entraîne et dont la flotte a pourtant désespérément besoin. Lorsqu'Adama découvre la vérité sur la mort de Zak il se montre dur envers Thrace, mais ses véritables sentiments le trahissent lorsqu'il se rend compte qu'il a failli la perdre dans un affrontement avec les cylons. Ses rapports avec son fils Lee le montrent déchiré entre son amour paternel, son exaspération devant quelqu'un qu'il comprend mal et ses principes : Lee sera traité comme n'importe quel subalterne, même s'il en coûte à son père de le mettre aux arrêts; le dernier épisode de la saison 1 montre les deux hommes se livrant à un combat de boxe amical à l'image d'une relation difficile, mêlant affection et agressivité.
Ses rapports d'amitié avec Saul Tigh sont présentés sous un jour chaleureux mais servent surtout à montrer la grande solitude du pouvoir; ceux qu'il entretient avec la présidente Laura Roslin sont plus ambigus. Il nourrit de nombreux préjugés contre les civils et les politiques, mais il admire sa fermeté et sa capacité à prendre des décisions difficiles et en vient à éprouver plus que de l'amitié pour elle. La mise en scène souligne régulièrement l'ambiguïté de leurs rapports. Devenus amis proches, de nouveaux sentiments apparaissent et bien vite ils tombent amoureux l'un de l'autre. Ils entretiendront donc une relation amoureuse (à partir de la saison 3, ils l’avoueront dans l'épisode 15 de la saison 3.)

## Carrière
La carrière et le profil de l'amiral ressemblent beaucoup à ceux de grandes figures de l'histoire militaire américaine du XXe siècle, comme Douglas MacArthur ou George Patton. 
Adama commence sa carrière dans les forces coloniales en tant que pilote de Viper lorsqu'éclate la première guerre contre les Cylons. C'est un pilote talentueux et un tireur d'élite. Il acquiert le surnom « Husker » en raison de sa voix rauque (husky en anglais) indicatif donné par son copilote, le Lieutenant Coker Fasjovik. En effet, celui-ci présume qu'il n'a pu grandir que dans une ferme pour avoir un tel enthousiasme pour le service, un "Husker" étant un ramasseur / décortiqueur de maïs. Bien qu'ayant été élevé sur Caprica, il descend de la planète "Tauron", une colonie fermière. On peut penser que Coker avait lu son dossier ou qu'il l'a deviné par rapport aux traits raciaux et/ou au nom de famille Adama ("Capricisé" honteusement par son père en "Adams" dans la série Caprica).
Il est muté sur le Battlestar Atlantia en tant que lieutenant ; c'est sur ce vaisseau qu'il a effectué son 1 000e appontage, qui semble être devenu légendaire puisque le lieutenant Thrace le raconte comme un morceau d'anthologie dans l'épisode Confession. 
Le dernier jour de la première guerre, il est abattu dans l'atmosphère d'une planète où les Cylons dissimulaient des vaisseaux et des installations. Après s'être éjecté, il atterrit dans l'une de ces installations où il découvre les expériences que mènent les Cylons sur les humains pour créer des formes humanoïdes. C'est à cette occasion qu'il découvre le premier hybride, qu'il recroisera des décennies plus tard lors d'une mission avec le Pegasus.
La carrière d'Adama stagne après la fin de la guerre comme celle d'un bon nombre de héros américains de la Première Guerre mondiale. Il sert sur un cargo commercial, où il se lie d'amitié avec Saul Tigh. Comme Mac Arthur, il fait jouer les relations de la famille de sa seconde femme dans le Conseil de Défense pour être réintégré dans la flotte, il avance rapidement dans la hiérarchie ; Adama devient commandant en second du Battlestar Columbia avant de prendre le commandement du Battlestar Valkyrie et rappelle Tigh pour être son commandant en second. Après une mission aux conséquences malheureuses près de la ligne d'armistice cylon il sera muté aux commandes du Battlestar Galactica. Ce vaisseau, technologiquement surclassé, devait être prochainement désarmé. Il est probable que cette mutation était une sanction du commandement militaire pour l'échec de la mission qu'il a mené avec le Valkyrie.
La nouvelle série commence deux ans après ces événements, lorsqu'Adama doit faire face à une épreuve décisive. Les Cylons lancent une attaque surprise sur les Douze Colonies et détruisent la majorité de la flotte Coloniale au moment même où a lieu la cérémonie inaugurant la transformation en musée d'un Galactica vieillissant.
Protégé par ses systèmes obsolètes et les mesures de sécurité rigoureuses adoptées par Adama, le Galactica se révèle à l'abri d'une prise de contrôle des Cylons. De plus, du fait de sa reconversion en musée, le Galactica possède une quarantaine d'anciens Viper Mk. II, également impossibles à contrôler par les Cylons. 
Le vaisseau ayant été désarmé, Adama n'a d'autre choix dans un premier temps que de fuir l'affrontement direct et de gagner la station Ragnar pour réarmer. En chemin il croise une flotte hétéroclite de vaisseaux civils avec environ 50 000 survivants, dont Laura Roslin, nouvelle présidente des Colonies, qui le supplie d'abandonner son plan de revanche contre les Cylons pour escorter les survivants en lieu sûr. Après quelques hésitations, Adama surmonte ses réticences et ordonne à la flotte de sauter au-delà de la ligne rouge (la limite imaginaire des sauts PRL connus). 
La flotte coloniale découvre la planète perdue Kobol ; Adama charge le lieutenant Sharon Valerii de faire sauter le vaisseau-mère Cylon qui protège l'accès à la planète ; à son retour, Valerii, qui est un agent cylon, tire sur Adama — comme sa programmation le lui impose — le laissant grièvement blessé. Il survit à l'expérience mais en sort profondément changé.
Lorsque le Battlestar Pégasus tombe sur leur flotte en traquant les cylons, Adama se met aux ordres de son commandant, l'Amirale Cain. Cependant les méthodes expéditives et brutales de l'amirale conduisent le Galactica et le Pégasus au bord de l'affrontement, et il faut la médiation de la président Roslin pour calmer les esprits et leur permettre de collaborer pour détruire un vaisseau capital cylon. À la mort de l'amirale Cain, assassinée par une victime de ses méthodes, la présidente Roslin promeut Adama au rang d'amiral, il reprend dès lors le commandement de la flotte et la gestion des affaires militaires. 
Adama est très apprécié par l'équipage du Galactica qui le surnomme affectueusement le vieux, une expression traditionnelle de la marine anglaise[réf. nécessaire]. Sa popularité est moindre au sein de la population civile de la flotte Coloniale. C'est sans doute parce qu'Adama a dû prendre un grand nombre de décisions controversées, gardant longtemps le secret sur les androïdes cylons et faisant arrêter la présidente Roslin.